# Mese a karosszékben
A Mese a karosszékben magyar televíziós filmsorozat, amelyet Babiczky László rendezett. Magyarországon az M2 tűzte műsorra.

## Ismertető
A mesefilmsorozat minden egyes epizódjában egy népmesét hallhatnak a gyerekek, és minden részben egy másik mesemondó olvas fel egy mesét.

## Epizódok
1. Szvafudu Kvaku
2. Mese a kezed öt ujjáról
3. A világszép csacsifül
4. Mese a csöpp aranyhalacskáról
5. A kis gyufaárus lány
6. A kisködmön
7. Csicseri történet
8. A három pillangó
9. Mese a pásztorról, aki egy szóval megszerezte a királylányt
10. A három törpe
11. A favágó
12. A kutya meg a nyúl
13. A nyúl mint tolmács
14. A csalafinta szolga
15. Hókirály